# Bereg (comitat)
Pour les articles homonymes, voir Bereg.
Bereg est un ancien comitat de la Grande Hongrie, au sein de l'Autriche-Hongrie, aujourd'hui en Ukraine.

## Subdivisions
Au début du XXe siècle, le comitat de Bereg comporte les subdivisions suivantes : 
| Districts (járás)                                    | Districts (járás)                                                        |
| District                                             | Capitale                                                                 |
| ---------------------------------------------------- | ------------------------------------------------------------------------ |
| Alsóverecke                                          | Alsóverecke, (Ukrainien : Nyzhni Vorota, Rusyn : Nyzhn'ŷ Verec'kŷ)       |
| Felvidék                                             | Ilosva, (Ukrainien : Irshava, Rusyn : Yrshava)                           |
| Latorca                                              | Oroszvég, (Ukrainien : Rosvegove, Rusyn : Rosvyhovo partie de Mukachevo) |
| Mezőkaszony                                          | Mezőkaszony, (Ukrainien : Koson', Rusyn : Koson')                        |
| Munkács                                              | Munkács, (Ukrainien : Mukacheve, Rusyn : Mukachovo)                      |
| Szolyva                                              | Szolyva, (Ukrainien : Svaliava, Rusyn : Svaliava)                        |
| Tiszahát                                             | Beregszász, (Ukrainien : Berehove, Rusyn : Berehovo)                     |
| Districts urbains (rendezett tanácsú város)          |                                                                          |
| Beregszász, (Ukrainien : Berehove, Rusyn : Berehovo) |                                                                          |
| Munkács, (Ukrainien : Mukacheve, Rusyn : Mukachovo)  |                                                                          |